# Assassin’s Creed Chronicles
Assassin’s Creed Chronicles – podseria z franczyzy Assassin’s Creed składająca się z trzech gier wyprodukowanych przez Climax Studios i wydanych przez Ubisoft. Pierwsza część, Assassin’s Creed Chronicles: China, została wydana 21 kwietnia 2015 roku na Microsoft Windows, PlayStation 4 i Xbox One. Druga część, Assassin’s Creed Chronicles: India została wydana na te same platformy 12 stycznia 2016 roku, a ostatnia część, Assassin’s Creed Chronicles: Russia, ukazała się również na tych samych platformach 9 lutego 2016 roku. Zbiór wszystkich gier pod nazwą Assassin’s Creed Chronicles: Trilogy ukazał się na tych samych platformach 9 lutego 2016 roku, a 5 kwietnia 2016 roku dodatkowo na PlayStation Vita.
Chronicles: China opowiada historię Shao Jun, która, wracając z podróży z Włoch, podejmuje się misji odbudowania swego Bractwa. Chronicles: India przedstawia historię Arbaaza Mira, który kradnie ważny artefakt Prekursorów, a następnie broni go przed templariuszami. Chronicles: Russia opowiada o Nikołaju Orłowie, który próbuje odejść z Bractwa, lecz zostaje zdradzony przez swoich braci, gdy bierze pod opiekę Anastazję Romanową.
Wszystkie trzy gry są dwuipółwymiarowymi grami platformowymi z naciskiem na skradanie. Rozgrywka w Chronicles polega na pokonaniu liniowych poziomów, bezpiecznie unikając przeciwników lub konfrontując się z nimi. Za swoje dokonania gracz otrzymuje rangę i punkty, za które są mu dawane ulepszenia postaci. Gry prawdopodobnie były inspirowane Prince of Persia i Mark of the Ninja.
Gry zostały pozytywnie przyjęte przez krytyków, którzy chwalili m.in. oprawę audiowizualną czy system skradania. Krytykowali jednak fabułę i małe ilości zmian między grami.

## Fabuła

### Assassin’s Creed Chronicles: China

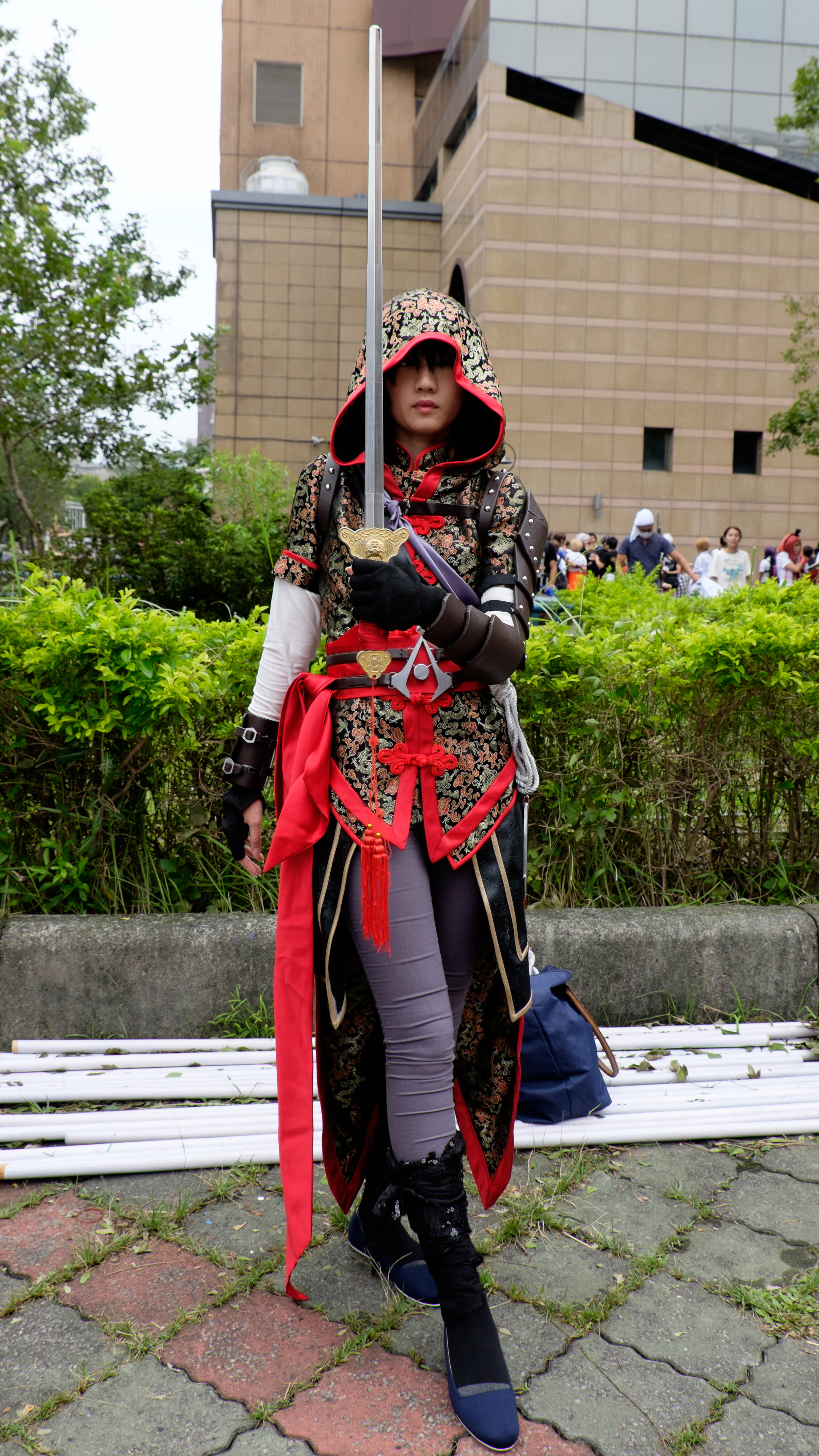
Cosplay Shao Jun

W 1526 roku Shao Jun, Asasynka z Chin, powraca do swojego kraju obecnie rządzonego przez cesarza Jiajinga z dynastii Ming po naukach odbytych we Włoszech odbytych przez emerytowanego Mentora Asasynów Ezio Auditore da Firenze (jak ukazano w Assassin’s Creed: Embers). Jako zadanie stawia sobie pokonanie Ośmiu Tygrysów, grupy templariuszy, którzy zniszczyli jej Bractwo.
Aby dostać się do swojego pierwszego celu, Gao Fenga, chowającego się w Jaskiniach Maijishan, pozwala się pojmać i zabrać od siebie tzw. Puzdro Prekursorów, cywilizacji istniejącej przed ludźmi (Puzdro było ukazane w Assassin’s Creed: Rogue) dane jej przez Ezio. Shao uwalnia się i zabija Fenga. Następnie spotyka się w Makau z Wangiem Yangming, który zabił jednego z Tygrysów i planują zabić kolejnego, w ten sposób odzyskując Puzdro. Jun się to udaje, oddaje Puzdro Wangowi i ucieka z portu, który został podpalony przez templariuszy.
W 1529 roku Shao ściga i zabija Wei Bina, kolejnego z Tygrysów. Po jego śmierci dowiaduje się, że lider Tygrysów, Zhang Yong, wie o Puzdrze i ściga Wanga. Jun próbuje go uratować, ale nie udaje jej się to.
W 1530 roku Asasynka infiltruje Zakazane Miasto i odwiedza swoją przyjaciółkę z jej lat jako konkubina, Cesarzową Zhang. Okazuje się jednak, że templariusze zmusili Cesarzową do wprowadzenia Shao w pułapkę. Jun jej wybacza i ucieka z Miasta po zabiciu kolejnego Tygrysa, Qiu Ju.
W 1532 roku Mongołowie za pozwoleniem Yonga napadają na Chiny. Shao przybywa pod Wielki Mur i powstrzymuje ich, zamykając bramy. Ostatecznie konfrontuje się z Yongiem i go zabija. Dowiaduje się jednak, że Zhang już nie ma Puzdra, bo wysłał je poza teren kraju. Jun postanawia nie szukać go, a jedynie odbudować Bractwo.

### Assassin’s Creed Chronicles: India
W 1841 roku agenci templariuszy przenikają do Kompanii Wschodnioindyjskiej, aby zapewnić sobie większą kontrolę nad niestabilnymi politycznie Indiami (Kompania toczyła walki z Państwem Sikhów). Indyjski Asasyn, Arbaaz Min (poprzednio znany z powieści graficznej Assassin’s Creed: Brahman) opóźnia ich działania, kradnąc potężny artefakt Prekursorów, Koh-i-noor. Asasyn zostawia diament pod opieką swego mistrza, Hamida, sam natomiast odwiedza swoją kochankę. Hamid zostaje jednak porwany przez templariuszy.
Hamid jest przesłuchiwany przez lidera Templariuszy, Williama Henry’ego Sleemana. Arbaaz odbija swego mistrza, a następnie śledził Sleemana pod świątynię Prekursorów wypełnioną pułapkami, które Min musiał omijać. Z racji nieszczęśliwej reakcji łańcuchowej świątynia się zawala, a Sleeman z templariuszami przemieszcza się do cytadeli w Heracie. Lokalni mieszkańcy nie są z tego zadowoleni i rozpoczęli bitwę z templariuszami. Arbaaz pojawia się w Heracie i pomaga Afgańczykom w walce. Pod fundamentami zamku Asasyn odkrywa kolejną świątynię Prekursorów. Próbuje się do niej dostać, ale zostaje porwany przez templariuszy i zabrany do Świątyni Katasraj w Pakistanie.
Arbaaz ucieka i zabiera ze sobą Koh-i-noor i Puzdro, ale przed wyjściem konfrontuje się z przybocznym Sleemana, Alexandrem Burnesem. Mir pokonuje go w walce, lecz go oszczędza. W ten sposób zyskuje sobie szacunek Burnesa, który pozwala mu odejść.
Arbaaz wraca do Amritsar, aby powiedzieć Hamidowi o swym sukcesie. Jego mistrz mówi mu jednak o tym, że Sleeman przejął Letni Pałac maharadży Ranjita Singha i wziął jego kochankę jako zakładniczkę. Mir wyrusza do pałacu w celu ocalenia dziewczyny. Sleeman żąda klejnotu i Puzdra w zamian za zakładniczkę. Arbaaz oddaje przedmioty, ale kobieta dźga Sleemana jego własnym nożem. Mirowi udaje się odzyskać Koh-i-noor, jednak Puzdro wpada w ręce templariuszy.
Jakiś czas potem Arbaaz spotyka się z Ethanem Frye’em, ojcem Jacoba i Evie Frye i przekazuje mu Koh-i-noor pod opiekę.

### Assassin’s Creed Chronicles: Russia
W 1918 roku sowiecki Asasyn, Nikołaj Orłow (znany wcześniej z komiksu Assassin's Creed: The Fall) podejmuje się ostatniej misji dla radzieckiego Bractwa, zanim opuści Rosję razem ze swoją rodziną: ukradnięcia Puzdra. Asasyni podejrzewają, że znajduje się ono obecnie w posiadaniu rodziny Romanowów przetrzymywanej przez templariuszy w Jekaterynburgu. W nocy 16-17 lipca Nikołaj infiltruje miejsce przetrzymania Romanowów i jest świadkiem rozstrzelania cara i jego rodziny. Przeżywa tylko najmłodsza córka, Anastazja Romanowa, która zabiera ze sobą Puzdro. W niewyjaśniony sposób świadomość Anastazji zostaje połączona z świadomością Shao Jun, co daje jej umiejętności i wspomnienia Asasynki.
Nikołaj postanawia zabrać Anastazję do siedziby Bractwa w Moskwie, aby spróbować odseparować ją od Shao. Z Jekaterynburgu uciekają pociągiem jadącym do Kazania. Pociąg infiltrują Sowieci w nadziei znalezienia Puzdra i Anastazji. Nikołaj ją ratuje, jednak oboje musieli uciekać z pociągu. Orłow odnajduje w Kazaniu swego przyjaciela, Lwa Trockiego, nieświadom tego, że on przygotowuje się do walki z siłami cara. Chce, aby Trocki zorganizował mu transport do Moskwy, ale ten zdradza Nikołaja i oddaje go templariuszom.
Orłow zostaje zabrany do rezydencji Trockiego, gdzie templariusze go torturują. Anastazja, korzystając z umiejętności Jun, uwalnia go z więzienia. Razem uciekają z Kazania Wołgą.
W Moskwie Asasyni zabierają Anastazję, aby spróbować ją oddzielić od Shao, a Nikołaj składa raport z jego misji w biurze. Podsłuchuje dwóch Asasynów, którzy przyrównują dziewczynę do żywego artefaktu Prekursorów i mówią o wydobywaniu wspomnień Jun z Romanowej, co prawdopodobnie ją zabije. Nikołaj postanawia ją uwolnić. Przesłuchując jednego z Asasynów, dowiaduje się, że Anastazja została przetransportowana na Kreml. Unikając członków Bractwa, którzy dostali rozkaz zabicia go, Orłow ucieka z siedziby.
Nikołaj infiltruje Kreml i uwalnia Anastazję. Asasyni próbują go pokonać przy użyciu czołgu, lecz Orłow go niszczy. Następnie Asasyn daje Anastazji sfałszowane dokumenty, które miały należeć do jego żony, w ten sposób umożliwiając Romanowej ucieczkę z kraju. Anastazja dziękuje Nikołajowi i wyrusza do Niemiec jako Anna Anderson.

#### Sekretne zakończenie
W Chronicles: Russia można odblokować sekretne zakończenie po wpisaniu dziewięciu kodów umieszczonych we wszystkich grach z serii Chronicles. Zakończenie przedstawia czasy współczesne. Wielki mistrz templariuszy, Otso Berg, który niedawno dowiedział się o właściwościach Puzdra z wspomnień Shaya Patricka Cormaca, zostaje wysłany przez Laetitię England do naukowca Álvara Gramático. Doktor wyjaśnia Bergowi, że Puzdro jest koniecznym elementem Projektu Phoenix (projektu polegającego na sztucznym stworzeniu Prekursora).

## Rozgrywka
Wszystkie trzy gry z serii Chronicles są dwuipółwymiarowymi grami platformowymi z elementami walki oraz skradanki. Gracz kontroluje protagonistę z perspektywy trzecioosobowej i musi wykonać przedstawione mu zadanie, unikając lub konfrontując się z przeciwnikami i omijając pułapki, aby ukończyć poziom. Poziomy są liniowe, więc nie pozwalają na duże ilości eksploracji, chociaż w grze można odnaleźć różne znajdźki, jak odłamki Animusa, skrzynie czy punkty synchronizacji.
Fundamentalna rozgrywka gier polega na skradaniu się i na walce. Gracz ma do dostępu liczne narzędzia pomagające mu w skradaniu (w zależności od gry mogą to być np. noże do rzucania, petardy, bomby dymne, karabin snajperski lub specjalne zdolności Anastazji) oraz może używać swojego otoczenia do chowania się. Przeciwnicy mają określone pole widzenia. Jeśli w tym polu znajdzie się gracz, przeciwnik podniesie alarm i zacznie atakować postać. Przed atakującym przeciwnikiem można uciec i się schować, aż przestanie ścigać gracza. Po kilku sekundach alarm ustanie. System walki pozwala graczowi na wyprowadzanie lekkich i ciężkich ataków, a także na kontrowanie ciosów wroga. Przeciwnik umrze jedynie po ciężkim ataku. Protagonista może również unikać pocisków. W grze okazjonalnie występują sekcje parkourowe. Postać może się wspinać jedynie na specjalnie zaznaczonych kolorem powierzchniach.
W grze występują też poziomy ucieczkowe, w których gracz musi jak najszybciej uciec przed nadciągającym z prawej strony ekranu zagrożeniem.
Po przejściu pewnej sekwencji poziomu gracz otrzymuje specjalną rangę, która determinuje ilość otrzymanych punktów. W sumie w Assassin’s Creed Chronicles występują 4 różne rangi:
- Cień – najwyższa z rang, możliwa do osiągnięcia, jeśli gracz nie wywoła alarmów i nie zabije żadnego wroga poza wyznaczonym celem[64].
- Asasyn – ranga możliwa do osiągnięcia, jeśli gracz nie wywoła alarmów, ale zabije w skryty sposób co najmniej jednego przeciwnika[62].
- Zabijaka – najniższa z rang, dostępna jedynie w China, osiągalna, gdy gracz wywoła alarm i zabije co najmniej jednego przeciwnika w walce wręcz[64].
- Dusiciel – ranga zastępująca Zabijakę w India i Russia (jednak dająca więcej punktów niż Asasyn), osiągalna, gdy gracz nie wywoła alarmu i ogłuszy co najmniej jednego przeciwnika[65][40].

Punkty otrzymane za pomocą rang są zamieniane na ulepszenia postaci, np. dłuższy pasek życia lub zwiększenie efektywności narzędzi.
Oprawa wizualna gry została przedstawiona w trzy różne sposoby: w China przypomina ona stonowane, oszczędne malowidła (podobne do chińskich obrazów z tamtych czasów), w India jest ona ułożona za pomocą większej ilości kolorów i bardziej nasycona, natomiast w Russia jest ona wzorowana na sowieckiej propagandzie.

## Rozwój gier
W sierpniu 2014 roku Chronicles: China została ogłoszona jako część przepustki sezonowej Assassin’s Creed: Unity. Gra miała być wydana na PlayStation 4, Xbox One i komputery osobiste w 2015 roku.
31 marca 2015 roku Ubisoft ogłosił, że Chronicles będzie trylogią; jedna z części miała być osadzona w Chinach podczas panowania dynastii Ming, druga – w Indiach podczas istnienia Państwa Sikhów, a ostatnia – w Rosji po rewolucji październikowej. Powiedziano też, że protagonistami będą odpowiednio Shao Jun, Arbaaz Mir i Nikołaj Orłow. Gry były tworzone przez brytyjskie Climax Studios we współpracy z Ubisoft Montréal. Chronicles: China miało być wydane 21 kwietnia 2015 roku, a dwie pozostałe gry podczas jesieni 2015 roku.
Assassin’s Creed Chronicles: China zostało ostatecznie wydane 21 kwietnia 2015 roku na planowane platformy. W Polsce wydawcą gry był Ubisoft Polska.
Premiera India i Russia została przesunięta ze względu na premierę Assassin’s Creed: Syndicate. W grudniu 2015 roku ogłoszono nową datę premiery dla obu gier; odpowiednio 12 stycznia 2016 roku i 9 lutego tego samego roku. Razem z premierą Russia miał wyjść pakiet zawierający wszystkie trzy części. Pakiet miał wyjść również na PlayStation Vita, jednak dopiero 5 kwietnia 2016 roku.
India i Russia zostały wydane w planowanym czasie na te same platformy, co China. Pakiet gier, który został nazwany Assassin’s Creed Chronicles: Trilogy, również ukazał się na zapowiedziane platformy w uprzednio zaplanowanym czasie. We wszystkich przypadkach wydawcą w Polsce był Ubisoft Polska.

## Odbiór gier

### Assassin’s Creed Chronicles: China
Chronicles: China otrzymała pozytywne oceny od krytyków polskich. Chwalili oni oprawę wizualną, elementy skradania i zauważalny klimat Chin, krytykowali natomiast fabułę, system walki i krótką rozgrywkę. Stwierdzili natomiast, że w Chronicles jest spora ilość potencjału i wyrazili nadzieję, że zostanie on wykorzystany przez następne części.
W agregatorze Metacritic gra uzyskała „mieszane” opinie. Najwyższą notę uzyskała wersja na PlayStation 4, gdzie średnia ocen wyniosła 69/100 z 45 recenzji, najmniejszą zaś wersje na Xbox One i komputery osobiste, gdzie średnia wyniosła 67/100 z odpowiednio 31 i 15 recenzji.

### Assassin’s Creed Chronicles: India
Chronicles: India również otrzymała pozytywne oceny od krytyków w Polsce, choć bardziej zróżnicowane niż w przypadku China. Recenzenci chwalili oprawę wizualną, mechanikę rozgrywki i system wspinaczki, negatywnie mówili zaś o fabule, wyważeniu między rodzajami poziomów oraz małej ilości zmian między China a India. Polscy krytycy liczyli na to, że Chronicles: Russia będzie satysfakcjonującym zakończeniem serii.
Na Metacritic gra otrzymała „mieszane” opinie. Największą średnią otrzymała wersja na Xbox One (64/100 wyliczoną z 20 recenzji), najmniejszą natomiast wersje na PlayStation 4 i komputery osobiste, gdzie średnia wyniosła 63/100 z odpowiednio 41 i 15 recenzji.

### Assassin’s Creed Chronicles: Russia
Chronicles: Russia także otrzymało pozytywne oceny od polskich krytyków. Pozytywnie ocenili oni fabułę, sekwencje snajperskie i styl graficzny rewolucyjnej Rosji, skrytykowali natomiast małą ilość nowości, krótkość gry i problematyczne sterowanie. Stwierdzili jednak, że gra była dobrym zakończeniem Chronicles.
Na Metacritic gra otrzymała mieszane opinie, choć były one zauważalnie niższe w porównaniu do China i India. Największą notę uzyskała wersja na Xbox One, gdzie z 24 recenzji średnia ocen wyniosła 62/100, najmniejszą średnią uzyskała zaś wersja na komputery osobiste (53/100 z 11 recenzji).